# Bến Nghé

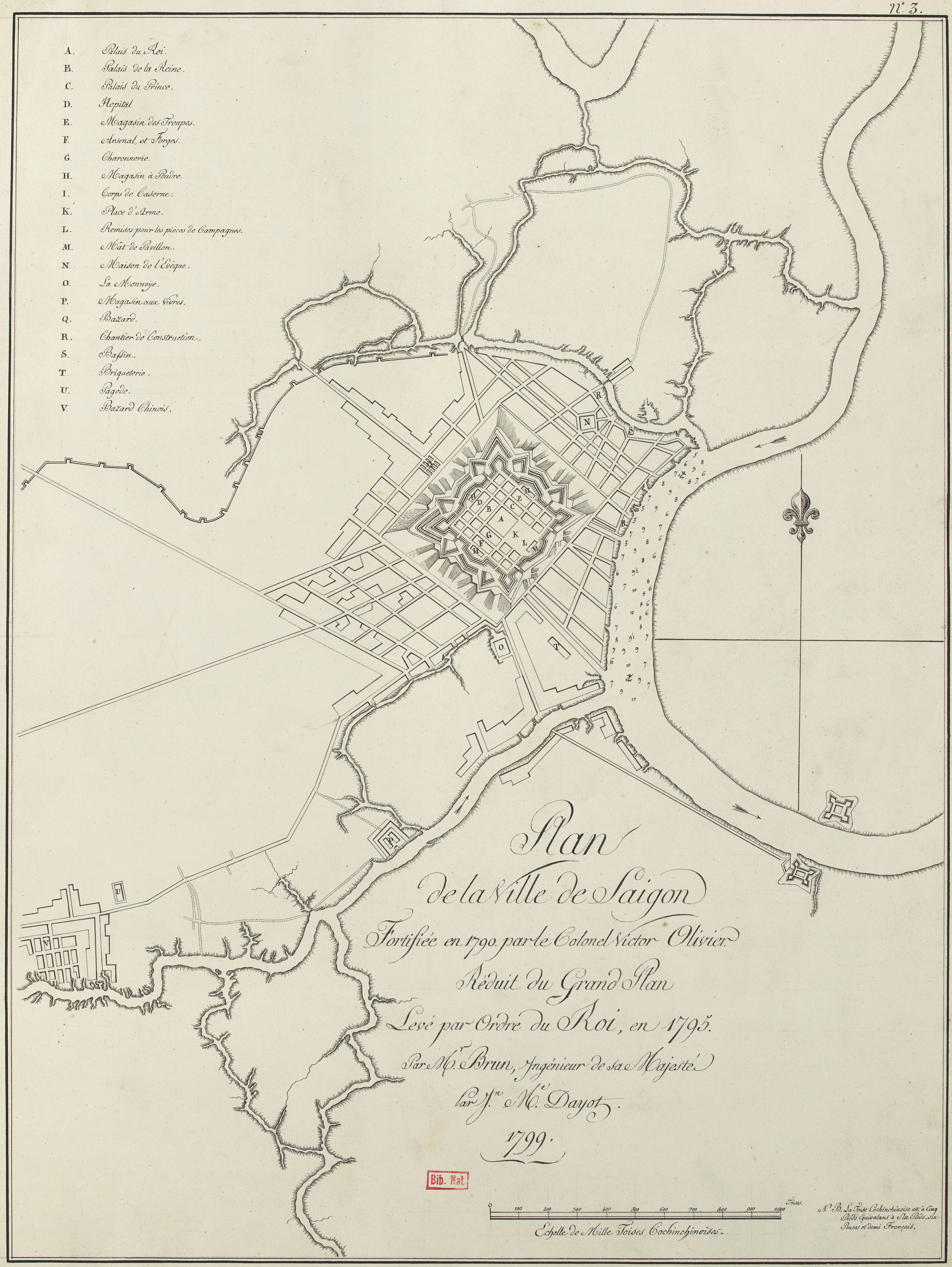
Bản đồ năm 1795 do Jean-Marie Dayot vẽ

Bến Nghé là địa danh tại vùng đất Sài Gòn – Gia Định xưa. Khởi đầu từ xứ đất hoang sơ bên con sông lớn vào thế kỷ 17, Bến Nghé dần phát triển thành một đô thị khi chính quyền chúa Nguyễn ở Đàng Trong từng bước thiết lập bộ máy hành chính, quân sự tại đây. Cảng thị Bến Nghé trở nên sầm uất và là một trung tâm chính trị, kinh tế của vùng Nam Bộ, đặc biệt trong giai đoạn cuối thế kỷ 18 đến nửa đầu thế kỷ 19. Đến thời Pháp thuộc, trên cơ sở đô thị Bến Nghé, người Pháp đã quy hoạch thành phố Sài Gòn (nay là khu vực trung tâm Thành phố Hồ Chí Minh).

## Lịch sử

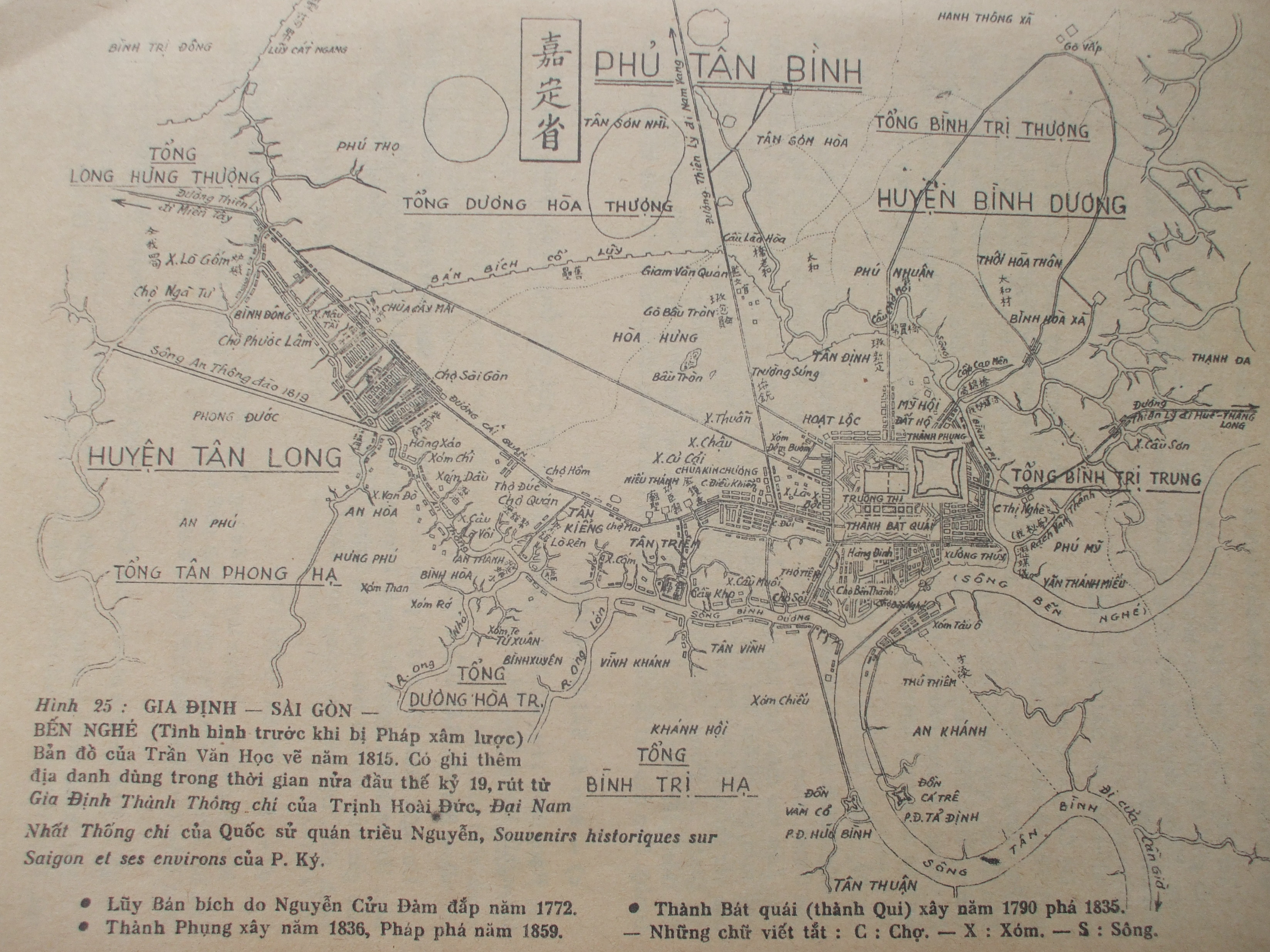
Bản đồ Gia Định năm 1815 do Trần Văn Học vẽ, được bổ sung thêm các địa danh trong khoảng nửa đầu thế kỷ 19

Hiện nay có hai giả thuyết khác nhau về nguồn gốc tên Bến Nghé. Giả thuyết thứ nhất cho rằng tên này có nguồn gốc từ tên tiếng Khmer trước kia là Kompong Krabei, trong đó kompong là vũng, bến còn krabei là trâu, nghé. Giả thuyết thứ hai cho rằng bến sông này xưa có nhiều cá sấu, tiếng kêu như trâu con nên gọi như vậy.
Năm 1623, được vua Cao Miên đồng ý, chúa Nguyễn Phúc Nguyên cho lập hai trạm thu thuế ở Kas Krobei (Bến Nghé) và Prei Nokor (Sài Gòn) để thu thuế của lưu dân người Việt trong vùng. Năm 1679, chúa Nguyễn Phúc Tần cho lập đồn dinh ở thôn Tân Mỹ, vị trí được xác định gần ngã tư đường Nguyễn Trãi – Cống Quỳnh ngày nay. Những sự kiện này đã góp phần khuyến khích người Việt Đàng Trong đến đây khai phá đất đai, sinh sống và làm ăn.
Năm 1698, Thống suất Nguyễn Hữu Cảnh vào kinh lược Đồng Nai – Gia Định, nhận thấy đất đai đã được mở mang thêm hàng ngàn dặm, dân số tăng lên 4 vạn hộ. Ông cho lập phủ Gia Định gồm hai huyện Phước Long và Tân Bình, Bến Nghé lúc này thuộc huyện Tân Bình.
Từ năm 1776 đến năm 1783, nghĩa quân Tây Sơn 5 lần tiến công vào Gia Định, vùng đất này thành nơi giao tranh giữa quân Tây Sơn và chúa Nguyễn. Năm 1788, Nguyễn Ánh thu phục lại Gia Định; năm 1790 ông cho đặt Gia Định kinh, xây dựng thành Bát Quái và nhiều công trình bên ngoài thành gồm có: xưởng Chu sư (còn gọi là xưởng Thủy, tiền thân của xưởng đóng tàu Ba Son sau này), xưởng Voi, Trường thuốc súng, Khám đường và Ngục sở, Sứ quán. Nguyễn Ánh đưa ra nhiều chính sách để đẩy mạnh sản xuất nông nghiệp, giao thương hàng hóa giúp cho Sài Gòn – Gia Định phục hồi và phát triển kinh tế, trở thành hậu phương vững chắc để đánh lại nhà Tây Sơn.
Đến cuối thế kỷ 18 – đầu thế kỷ 19, cảng thị Bến Nghé cùng với Sài Gòn phát triển mạnh mẽ, thu hút tàu thuyền nước ngoài đến buôn bán đông đảo. Các ghi chép của người nước ngoài đến Bến Nghé – Sài Gòn lúc bấy giờ cho biết vùng này gồm hai thị tứ tách biệt nhau là Saigun (Sài Gòn) và Bingeh (Bến Nghé), trong đó Bingeh là lỵ sở cai trị và thành trì, nằm ở phía tây bờ sông lớn. Đô thị Bingeh hình thành muộn hơn so với Saigon, người dân chỉ bắt đầu đến đây sinh sống đông hơn sau khi chiến tranh Nguyễn Ánh – Tây Sơn chấm dứt.
Theo nhà văn Sơn Nam, địa hình Bến Nghé gồm hai vùng rõ rệt. Phía bắc là gò đất cao, nơi xây dựng thành trì; còn phía nam là đất thấp, vùng sình lầy ven rạch Bến Nghé. Nhà cửa phần nhiều là nhà sàn của dân nằm san sát ven kênh rạch, tại các khu chợ thì có những dãy nhà mái lợp ngói, cột gỗ, vách trát vôi (chủ yếu của quan lại, điền chủ). Trong vùng lúc này đã hình thành nhiều khu chợ như: chợ Bến Thành (đây là chợ chính của hệ thống chợ Bến Nghé), chợ Bến Sỏi, chợ Điều Khiển, chợ Thị Nghè, chợ Tân Kiểng... Ghe thuyền vẫn là phương tiện đi lại chủ yếu của người dân nhờ có mạng lưới kênh rạch chằng chịt. Sau cuộc nổi dậy Lê Văn Khôi, vua Minh Mạng cho phá bỏ thành Quy (thành Bát Quái) và xây thành mới nhỏ hơn là thành Phụng, lúc này chợ và phố xá tại Bến Nghé cũng bị tàn phá ít nhiều.
Trước khi người Pháp chiếm Gia Định, vùng Bến Nghé có khoảng 40 làng với dân số lên đến 50.000 người. Khi thành Gia Định thất thủ vào năm 1859, hầu hết phố thị bị tàn phá, dân cư đều di tản, chỉ còn lại khu Chợ Quán. Sự kiện này được Nguyễn Đình Chiểu nhắc đến trong bài thơ Chạy giặc:
| “ | Bến Nghé của tiền tan bọt nước Đồng Nai tranh ngói nhuốm màu mây. | ” |

Sau một thời gian ổn định lại tình hình tại đây, người Pháp đã bắt tay vào quy hoạch lại Bến Nghé thành một thành phố theo kiểu phương Tây, gọi là thành phố Sài Gòn. Danh xưng Bến Nghé không còn được sử dụng.